# Jorge Lorenzo
Jorge Lorenzo Guerrero (născut la 4 mai 1987) este un pilot MotoGP spaniol. A fost născut în orașul Palma de Mallorca din Insulele Baleare. A debutat în sportul dat la vârsta de 15 ani. Poate fi considerat cel mai bun pilot la categoria 250cc. A câștigat sezoanele 2006 și 2007 la categoria dată.
Jorge Lorenzo a fost influențat din copilărie din lumea de motociclete din cauza lucrărilor părinților săi, tatăl său fiind mecanic și mama sa mesageră. La vârsta de trei ani, tatăl său i-a construit o motocicletă și tot la acea vârstă a debutat la Baleare primul campionat de motocross oficial.
La 5 ani el a descoperit că viitorul său va fi motociclsmul-viteză.
La 6 ani, când era deja profesionist, participa la motocross, minicross, trial...
La 10 ani era deja campionul Balearei nici mai mult și nici mai puțin de 8 ori.
Cu 11 s-a alăturat echipei Montlau pentru a câștiga cupa Aprilia 50 cc, și desigur, a câștigat. În această zi nimeni nu a eliminat acest record, fiind cel mai tânăr conducător auto pentru a câștiga un campionat. În sezonul următor a urcat la cupa Aprilia 125 cc și a câștigat din nou.
La 12 ani a debutat la CEV (Campeonato Español de Velocidad) în română Campionatul Spaniol de Motociclism-viteză.
La doar 14 ani Jorge s-a înscris la MotoGP 125 cc la cursa din Jerez dar pentru ca să debuteze trebuia să împlinească cel puțin 15 dar norocul a fost că a împlinit 15 ani o zi înainte de cursă, așa că a participat la acea cursă.

### 125 cc
În 2002 când a participat cu prima sa echipă, Derbi, el a devenit cel mai tânăr conducător auto să participe la un Grand Prix în clasa 125 cc. În acel sezon a încheiat al 21-lea în clasamentul general al piloților.
În 2003 el a obținut prima lui victorie la Derbi în Marele Premiu al Braziliei la 125cc și a terminat al 12-lea in clasamentul general.
În 2004 a marcat clasa 125cc, câștigand trei Mari Premii și a terminat al 4-lea in clasamentul general.

### 250 cc
În 2005, după ce rulează pentru trei sezoane la clasa 125cc, a sărit la clasa 250cc pe o RSW250 Honda Fortuna echipa Honda, care director său a fost Daniel Amatriain și a fost coechipierul lui Héctor Barberá. În acel an a obținut 6 podiumuri și patru pole position, și a terminat al 5-lea în clasamentul general.
În anul 2006, echipa tot a fost condusă de Daniel Amatriain dar a schimbat echipa, de la Honda la Aprilia, și a câștigat 8 curse și a obținut titlul mondial.
În 2007 a câștigat din nou campionatul mondial de 250cc mult mai confortabil decat sezonul trecut după ce a câștigat 9 curse, ceea ce i-a dat posibilitatea de a face saltul la MotoGP.

### MotoGP
În sezonul 2008 Lorenzo a semnat cu echipa Fiat Yamaha Team și a fost apoi coechipierul multicampionului mondial Valentino Rossi. În timp ce Rossi și Lorenzo a avut același motocicletă, ei au anvelope diferite: în timp ce Lorenzo utiliza Michelin, Rossi utiliza Bridgestone, după ce Rossi a obțintut slabe performanțe cu Michelin în 2007.
Jorge Lorenzo, în 8 martie 2008, Jorge Lorenzo a obținut un pole position în prima sa cursă din categoria regină, în Qatar. O zi mai târziu a urcat pe podium pe locul al doilea în spatele lui Casey Stoner si in fata lui Dani Pedrosa. Coechipierului său Valentino Rossi a terminat pe locul al 5-lea cu mai mult de opt secunde față de câștigător.
A doua cursă a sezonului, în Jerez, a obținut al doilea pole position, din cariera sa la categoria regină, și așa a fost primul rookie care face două poles positions în primele două curse ale sezonului.
În Marele Premiu al Portugaliei a câștigat prima sa cursă la MotoGP, după ce au luptat cot la cot cu Valentino Rossi și cu Dani Pedrosa, care Rossi a terminat al treilea și al Pedrosa al doilea. Și după acea cursă Lorenzo a fost lider în campionat la egalitate cu Pedrosa dar Lorenzo a fost lider pentru că a câștigat ultima cursă.
Dar după Marele Premiu al Portugaliei avea mult ghinion. În Marele Premiu al Chinei in timpul sesiunii de practică Lorenzo a pierdut controlul motoclicletei și a căzut brutal și a suferit un os cioplit, un ligament rupt, și un os fracturat. El a avut posibilitatea de a participa la cursă și a terminat cursa pe locul 4. Două săptămâni mai târziu, în Le Mans, Lorenzo a suferit două accidente, în sesiuni de practică, dar a reușit locul 2 în cursă. În cursa următoare în Italia s-a prăbușit în timpul cursei de calificare. Următoarea săptămână, în Catalunya a cazut de multe ori și nu a mai putut participa la cursă.
Un alt accident major pentru Lorenzo din 2008 a fost în Laguna Seca în primul tur.
În 2009, Jorge Lorenzo si coechipierul său Valentino Rossi, joacă unul dintre cele mai bune curse în ultimii ani, Marele Premiu din Catalunya, când Lorenzo era lider și mai avea doar o curbă, Rossi l-a depășit și a câștigat. După ce a terminat cursa, Jorge a recunoscut că a fost mândru de faptul că a pierdut cu cele mai bune.

## Rezultatele carierei

### Pe sezoane
| Campionat | Clasa  | Motocicleta     | Echipa     | Curse | Victorii | Podium-uri | Pole Positions | Tururi rapide | Puncte | Locul  |
| --------- | ------ | --------------- | ---------- | ----- | -------- | ---------- | -------------- | ------------- | ------ | ------ |
| 2002      | 125cc  | Derbi RS 125    |            | 14    | 0        | 0          | 0              | 0             | 21     | 21-lea |
| 2003      | 125cc  | Derbi RS 125    |            | 16    | 1        | 2          | 1              | 1             | 79     | 12-lea |
| 2004      | 125cc  | Derbi RSA 125   |            | 16    | 3        | 7          | 2              | 2             | 179    | 4-lea  |
| 2005      | 250cc  | Honda RS250RW   |            | 15    | 0        | 6          | 4              | 0             | 167    | 5-lea  |
| 2006      | 250cc  | Aprilia RSW 250 |            | 16    | 8        | 11         | 10             | 1             | 289    | 1-ul   |
| 2007      | 250cc  | Aprilia RSW 250 |            | 17    | 9        | 12         | 9              | 3             | 312    | 1-ul   |
| 2008      | MotoGP | Yamaha YZR-M1   | Yamaha-YMR | 17    | 1        | 6          | 4              | 1             | 190    | 4-lea  |
| 2009      | MotoGP | Yamaha YZR-M1   | Yamaha-YMR | 17    | 4        | 12         | 5              | 4             | 261    | 2-lea  |
| 2010      | MotoGP | Yamaha YZR-M1   | Yamaha-YMR | 8     | 5        | 8          | 4              | 2             | 185*   | 1-ul*  |
| Total     |        |                 |            | 136   | 31       | 64         | 39             | 14            | 1683   |        |

- * Sezon în curs.

### Pe clase
| Clasa  | Sezonul      | 1-ul GP     | 1-ul Podium   | 1-a Victorie    | Curse | Victorii | Podium-uri | Pole | Tururi rapide | Puncte | Campionate mondiale |
| ------ | ------------ | ----------- | ------------- | --------------- | ----- | -------- | ---------- | ---- | ------------- | ------ | ------------------- |
| 125 cc | 2002–2004    | 2002 Spania | 2003 Brazilia | 2003 Brazilia   | 46    | 4        | 9          | 3    | 3             | 279    | 0                   |
| 250 cc | 2005–2007    | 2005 Spania | 2005 Italia   | 2006 Spania     | 48    | 17       | 29         | 23   | 4             | 768    | 2                   |
| MotoGP | 2008–Prezent | 2008 Qatar  | 2008 Qatar    | 2008 Portugalia | 42    | 10       | 26         | 13   | 7             | 636    | 0                   |
| Total  | 2002–Prezent |             |               |                 | 136   | 31       | 64         | 39   | 14            | 1683   | 2                   |

### Curse pe an
(key) (Cursele care sunt cu culoarea mai groasă indică pole position)
| An   | Clasa  | Motocicleta | 1       | 2       | 3       | 4       | 5       | 6       | 7       | 8       | 9       | 10      | 11      | 12     | 13      | 14      | 15      | 16      | 17      | 18    | Pos  | Pts  |
| ---- | ------ | ----------- | ------- | ------- | ------- | ------- | ------- | ------- | ------- | ------- | ------- | ------- | ------- | ------ | ------- | ------- | ------- | ------- | ------- | ----- | ---- | ---- |
| 2002 | 125 cc | Derbi       | JPN     | RSA     | SPA 22  | FRA 19  | ITA 20  | CAT 14  | NED 16  | GBR 13  | GER 17  | CZE 20  | POR Ret | BRA 7  | PAC 9   | MAL 20  | AUS Ret | VAL 22  |         |       | 21st | 21   |
| 2003 | 125 cc | Derbi       | JPN Ret | RSA 24  | SPA 15  | FRA Ret | ITA Ret | CAT 6   | NED Ret | GBR Ret | GER 21  | CZE 12  | POR 6   | BRA 1  | PAC Ret | MAL 3   | AUS 8   | VAL 11  |         |       | 12th | 79   |
| 2004 | 125 cc | Derbi       | RSA 16  | SPA Ret | FRA 3   | ITA 10  | CAT 5   | NED 1   | BRA Ret | GER 6   | GBR 3   | CZE 1   | POR 3   | JPN 7  | QAT 1   | MAL Ret | AUS 2   | VAL Ret |         |       | 4th  | 179  |
| 2005 | 250 cc | Honda       | SPA 6   | POR 10  | CHN 9   | FRA 5   | ITA 2   | CAT Ret | NED 3   | GBR 8   | GER Ret | CZE 2   | JPN Ret | MAL EX | QAT 2   | AUS 3   | TUR 4   | VAL 2   |         |       | 5th  | 167  |
| 2006 | 250 cc | Aprilia     | SPA 1   | QAT 1   | TUR Ret | CHN 4   | FRA Ret | ITA 1   | CAT 2   | NED 1   | GBR 1   | GER 3   | CZE 1   | MAL 1  | AUS 1   | JPN 3   | POR 5   | VAL 4   |         |       | 1st  | 289  |
| 2007 | 250 cc | Aprilia     | QAT 1   | SPA 1   | TUR 2   | CHN 1   | FRA 1   | ITA 8   | CAT 1   | GBR Ret | NED 1   | GER 4   | CZE 1   | SMR 1  | POR 3   | JPN 11  | AUS 1   | MAL 3   | VAL 7   |       | 1st  | 312  |
| 2008 | MotoGP | Yamaha      | QAT 2   | SPA 3   | POR 1   | CHN 4   | FRA 2   | ITA Ret | CAT     | GBR 6   | NED 6   | GER Ret | USA Ret | CZE 10 | SMR 2   | IND 3   | JPN 4   | AUS 4   | MAL Ret | VAL 8 | 4th  | 190  |
| 2009 | MotoGP | Yamaha      | QAT 3   | JPN 1   | SPA Ret | FRA 1   | ITA 2   | CAT 2   | NED 2   | USA 3   | GER 2   | GBR Ret | CZE Ret | IND 1  | SMR 2   | POR 1   | AUS Ret | MAL 4   | VAL 3   |       | 2nd  | 261  |
| 2010 | MotoGP | Yamaha      | QAT 2   | SPA 1   | FRA 1   | ITA 2   | GBR 1   | NED 1   | CAT 1   | GER 2   | USA     | CZE     | IND     | SMR    | ARA     | JPN     | MAL     | AUS     | POR     | VAL   | 1st* | 185* |

- * Sezon în curs.